# ‘Emeq Refa'im
‘Emeq Refa'im är en dal i Israel.   Den ligger i distriktet Jerusalem, i den nordöstra delen av landet.